# Feretka
Feretka ili afrički tvor je naziv za pripitomljenu evropsku podvrstu tvora. Oni su sisari koji pripadaju istom rodu kao i lasice, Mustela, u porodici Mustelidae. Feretke su dimorfični grabljivci gde su mužjaci veći od ženki. Krzno im je obično smeđe, crno, belo ili mešano. Prosečna dužina im je 51 cm, uključujući rep od 13 cm. Teški su oko 1,5 do 4 kilograma (0,7 do 2 kg). Prosečan životni vek im je 7 do 10 godina. Razdoblje gestacije je otprilike 42 dana,a ženke mogu imati dva ili tri legla svake godine. U leglo obično ima između tri do sedam mladunčadi koji se odbijaju nakon tri do šest nedelja i postaju nezavisni nakon tri meseca. Mladunčad postaje zrela sa otprilike šest meseci. 

## Zubna ploča feretki
Feretke ukupno imaju četiri vrste zuba (uključujući donju i gornju vilicu). Feretke imaju dvanaest sitnih sekutića (dugačkih samo 2-3 mm) smeštenih između očnjaka na prednjem delu usta. Četiri očnjaka koja se koriste za ubijanje plena. Dvanaest zuba koje feretka koristi za žvakanje hrane - koja se nalazi sa strane usta, neposredno iza očnjaka. Feretka koristi ove zube za sečenje mesa, koristeći ih kao makaze kako bi meso sekla na sitnije komade. Takođe ima šest kutnjaka (dva na vrhu i četiri na dnu) na krajnjem prednjem delu usta, koriste se za drobljenje hrane.

## Zdravlje
Poznato je da su feretke obolele od nekoliko različitih zdravstvenih problema. Među najčešćim su karcinomi koji pogađaju nadbubrežne žlezde, pankreas i limfni sistem. Virusne bolesti uključuju pseću bolest i grip. Određene vrste feretki takođe mogu imati genetsku manu poznatu kao Vaardenburg sindrom. Slično domaćim mačkama, feretke takođe mogu patiti od nakupljanja loptica dlake i problema sa zubima.
	Veruje se da su bili prepitomljeni pre oko 2500 godina, i to najverovatnije radi lova na zečeve. Trenutno se uglavnom drže kao kućni ljubimci. Zato što su srodnici sa lasicom feretke se lako razmnožavaju sa njima, pa je to povremeno rezultiralo divljim kolonijama hibrida koji su prouzrokovali veliku štetu, pogotovo na Novom Zelandu. Kao rezultat toga, Novi Zeland i drugi delovi sveta su uveli ograničenje na držanja feretki.